# 즈냐나
즈냐나(산스크리트어: ज्ञान Jñāna, Gñāna, 팔리어: ñāna, 영어: Jnana)는 "지식(Knowledge)" 또는 "앎(Knowing)"을 뜻하는 산스크리트어 및 팔리어 낱말이다. 즈냐나의 구체적인 의미는 이 낱말이 사용된 문맥에 따라 미묘한 차이가 있다. 전체적으로, 즈냐나의 개념은 지식 또는 앎 중에서도 직접적인 경험 또는 체험을 통해 알게 된 지식 또는 앎을 중심으로 한다.
힌두교와 불교의 전통에 따르면, 즈냐나는 실재(Reality)에 대한 체험 또는 경험과 서로 불가분의 관계에 있는 지식이다. 그 중에서도 특히 전체 존재(All), 즉 우주의 전면적 실재(Total Reality)에 대한 경험("사마디") 속에서 알려지는 지식을 의미한다. 예를 들어, 힌두교에서는 이 전체 존재 또는 우주의 전면적 실재로서의 지고한 존재를 종파에 따라 브라만(Brahman)이라 칭하기도 하고 또는 시바-샥티(Siva-Sakti)라고 칭하기도 하는데, 즈냐나는 이 지고한 존재를 경험("사마디")을 통해 아는 것 또는 그 경험("사마디")으로부터 알려진 지식을 뜻한다.

## 힌두교
힌두교에서 즈냐나는 참된 지식 또는 참된 앎을 의미하는데, 힌두교에서 말하는 참된 지식은 자아("아트만")와 궁극적 실재("브라흐만")가 하나라는 지식, 즉 이 둘이 동일한 존재라는 앎이며 이 앎은 오직 사마디(Samadhi)를 통해서만 획득된다. 이런 이유로, 자아 즉 아트만에 대한 진정한 지식이라는 의미에서 즈냐나는 아트마 즈냐나(Atma Jnana)라고도 한다.
아트마 즈냐나(Atma Jnana)는 영어권에서 흔히 Self-Realization이라고 번역되는데, "Self-Realization"은 다시 한국어로 자아 실현(自我實現)이라고 번역되기도 한다. 즈냐나와 아트마 즈냐나의 기본 개념에 따를 때 "Self-Realization"의 직접적인 뜻은 "자아에 대한 완전한 지식 또는 참된 지식"이다. 즈냐나와 아트마 즈냐나의 기본 개념에 충실한다는 입장에서는 "Self-Realization"을 "자아 실현"이라고 번역하는 것은 잘못된 번역이라고 할 수도 있다. 그러나 다른 한편으로는 "Self-Realization"을 "자아 실현"이라고 번역하는 것은 직접적인 의미에서 한 단계 의미를 더 진전시킨 것이라고 볼 수 있다. 즉, "자아 실현"이라는 번역은, 자아에 대한 완전한 지식 또는 참된 지식을 가지는 것이란 곧 그 이전까지는 잠재적 상태로서만 존재하고 있던 "본래의 자신"이 각성되어 완전히 현실화(現實化)되는 것과 같은 것이라는 의미를 담고 있다. 힌두교의 문맥에서 "본래의 자신"은 "신(神: 궁극적 실재)"과 동의어이다. 이러한 의미에서의 "자아 실현"은 대승불교의 불성(佛性)에 대한 교의 또는 여래장 사상(如來藏思想)과 그 근본 개념이 지극히 유사하다.
힌두교에서, 즈냐나 요가(Jnana yoga)는 모크샤(Moksha · 자유 · 해탈)에 이르는 여러 길(마르가 · Marga)들 중의 하나이다. 모크샤에 이르는 다른 길로는 박티 요가(Bhakti Yoga) · 카르마 요가(Karma Yoga) 등이 있다.

## 불교
불교에서 즈냐나는 지(智) 또는 지혜(智慧)로 한역(漢譯)되는데, 이 지혜 또는 지식은 개념 또는 관념의 장애들인 사량분별(思量分別)이 없는 순수한 자각(pure awareness), 즉 무분별지(無分別智 · 무분별 지혜 · undivided knowing)를 가리킨다.
즈냐나는 식(識)으로 한역(漢譯)되는 산스크리트어 낱말인 비즈냐나(vijnana)와는 그 의미에 있어 대(對)를 이룬다. 비즈냐나 또는 식(識)은 주관과 객관이 나누인 앎, 즉 분별지(分別智 · divided knowing)를 뜻한다. 예를 들어, 불교의 유식학(唯識學)의 중심 명제인 "전식득지(轉識得智)"에서, 식(識)은 비즈냐나를, 지(智)는 즈냐나를 가리킨다.
티베트 불교를 포함한 대승불교의 십지론(十地論)에 따르면, 수행자는 10단계의 지혜의 길, 즉 10단계의 즈냐나의 길인 십지(十地 · ten bhumis)를 통과해 가면서 완전한 깨달음(究竟覺 · 구경각) 또는 열반에 이르게 된다.

## 신지학
신지학의 창시자인 블라바츠키 여사에 따르면, 즈냐나 샥티(Jnana Shakti)는 지성의 힘, 진정한 지혜 또는 지식이다. 그리고 즈냐나록(Jñānālok)은 (진정한) 지식과 진리에 도달함에 의해 획득되는 깨달음(Enlightenment)이다.

## 같이 보기
- 슈루티
- 스므리티
- 요가 학파
- 즈냐나 요가
- 라자 요가
- 반야
- 보리 (불교)
- 유식학
- 아뢰야식
- 오위백법
- 불성
- 여래장 사상
- 그노시스
- 영지주의